# Éjszakai országút
1970-ben jelent meg az Omega harmadik magyar nagylemeze, az Éjszakai országút. Korábbi albumaikhoz képest hangzása érettebb, keményebb, esetenként a progresszív rockhoz közelít. A dalok a korábbiaknál átlagosan hosszabbak és zeneileg is kiforrottabbak. Mivel az együttes előző két nagylemezével ellentétben ezen nem voltak úgynevezett slágerek, sokan nem is tartották olyan jónak, gyakran arra hivatkozva, hogy túl hamar jelent meg a 10000 lépés után. A dalok többségét szerző Presser Gábor értékelése szerint az album zeneileg előrelépés, de alábbhagyott a lendület.
Az albumon több érdekesség is található: Az utolsó előtti (11.) felvétel, az Egy kis pihenő a szó legszorosabb értelmében véve nem dal, hanem a felvételi szünetben hallható zajok (pl. lépések, ásítás illetve néhol hangszerek zöreje) felvétele. Az albumot záró Vészkijárat érdekessége, hogy a tulajdonképpeni dal után rejtett számként elhangzik Presser Gábor és Mihály Tamás előadásában (zongorán és csellón) a Ha én szél lehetnék feldolgozása, többé-kevésbé szimfonikusnak tekinthető változatban. Az Olyan szépen mosolygott és az Oh, Barbarella című dal kislemezen is megjelent. Ez volt az Omega utolsó nagylemeze, amit Presser Gábor és Laux József kiválása előtt vettek fel. A két zenész 1971-ben megalapította a Locomotiv GT-t. Az együttes dobosa ezután Debreczeni Ferenc lett.
Az Éjszakai országút első bakelitlemezes kiadása már sztereó változatban jelent meg, és szintén citromsárga színű Qualiton által ellátott lemezcímkével került a boltokba. A lemez borítóját Szász Endre tervezte, amelyet később a Kossuth nyomdában nyomtattak ki. Ez volt az első olyan kihajtható lemezborító, amelynek úgynevezett gerince volt, amire magát az album címét írták rá. Az első két Omega lemezzel ellentétben ebből az albumból nem készítettek sok után gyártott változatot. Az első újranyomás az 1970-es évek elején jelent meg, narancssárga színű Qualitonos címkével, ebből a verzióból jóval kevesebbet készítettek, mint a citromsárga szériából. Borítója eltér az eredeti változatétól, sokat élesítettek rajta és világosabbá tették, azonban a legfontosabb eltérés a két változat borítóján az, hogy ennek a borítónak nincs gerince, amin a lemezcím található. A második kiadás borítóját a Globus nyomdában készítették. Ez stílusában a 10000 lépés borítójára hasonlít a leginkább. Az 1970-es évek első felében jött a második narancssárga változat, amely már úgynevezett export verzió volt. Ennek a lemeznek a címkéjén már angolul tüntették fel a dalok címeit, borítója pedig megegyezik a magyar narancssárgás változatéval. 1987-ben a Favorit megjelentette az első öt Omega lemezt egy boxban, Omega 1968–1973 – Az Omega összes nagylemeze I. címmel. Összességében elmondható, hogy a harmadik Omega bakelitlemezből 4 különböző változat létezik világszerte.
Az album először 1992-ben jelent meg CD-n, amikor az Omega 1968–1973 – Az Omega összes nagylemeze I. box-set albumait CD-n is kiadták (a CD-ket külön-külön is meg lehetett vásárolni), majd 2003-ban az Antológia-sorozatban megjelent a bővített CD-kiadás, melyen az album 12 felvétele mellett három 1970-es kislemezdal kapott helyet.

## Az album dalai
Az album dalait Presser Gábor és Adamis Anna írta, kivéve azokat, melyek szerzői jelölve vannak. A "Maradj velem" c. dal szerzői jelölése bakelit, és CD kiadás között eltér. A "Vészkijárat" c. dal után rejtett számként elhangzik a "Ha én szél lehetnék" zongora-cselló szonáta-feldolgozása is.

### Első oldal
1. Oh, jöjj! – 4:00
2. Ahol a boldogságot osztották! – 4:17
3. Maradj velem (Mihály Tamás/Adamis Anna) – 4:24
4. Oh, Barbarella – 3:10 (ének: Presser)
5. H., az elektromos fűrész (Molnár György) – 4:21 (instrumentális)
6. Az éjszakai országúton – 3:48

### Második oldal
1. Utcán, a téren – 2:53
2. Van egy szó – 3:23
3. Utazás a szürke folyón (Molnár György/Adamis Anna) – 5:43
4. Olyan szépen mosolygott – 3:00
5. Egy kis pihenő (Omega) – 1:11 (zörejek)
6. Vészkijárat – 5:13[3]

### Bónuszdalok a 2003-as kiadáson
A 2003-as Antológia-sorozatban megjelent felújított kiadásra felkerültek 1970-ben megjelent kislemezdalok is. Ezek Presser Gábor és Adamis Anna szerzeményei. Nem került fel az albumra a Ballada a fegyverkovács fiáról B-oldalán megjelent, instrumentális Snuki című dal, érdekes módon ez utóbbi Az Omega összes kislemeze 1967–1971 című kislemezdalokat tartalmazó válogatás anyagából is kimaradt, a kislemezen kívül csak a Kiabálj, énekelj! című 2011-es ritkaságválogatásra került fel.
1. Ballada a fegyverkovács fiáról – 4:27
2. Sötét a város – 4:37
3. Ülök a hóban – 5:00

## Az albumhoz kapcsolódó kislemezek
| A-oldal                        | B-oldal        | Év   | Kiadó        | Sorszám | Megjegyzések |
| ------------------------------ | -------------- | ---- | ------------ | ------- | --- |
| Ballada a fegyverkovács fiáról | Snuki          | 1970 | MHV Qualiton | SP 684  | A Snuki című dal csak ezen a kislemezen jelent meg. Az Az Omega összes kislemeze 1967–1971 című albumról lemaradt. |
| Sötét a város                  | Ülök a hóban   | 1970 | MHV Pepita   | SP 768  | Az utolsó eredeti (nem albumról kimásolt) kislemez Presser Gáborral és Laux Józseffel.                             |
| Olyan szépen mosolygott        | Oh, Barbarella | 1971 | MHV Pepita   | SP 845  | |

## Kiadások
| Év   | Kiadó           | Formátum | Sorszám              | Megjegyzések |
| ---- | --------------- | -------- | -------------------- | --- |
| 1970 | MHV Qualiton    | LP       | SLPX 17414           | A lemez először citromsárga, majd narancssárga Qualitonos címkével is megjelent. Mind a két változat sztereó volt.  |
| 1987 | MHV Favorit     | LP       | SLPM 37065           | Omega 1968–1973 – Az Omega összes nagylemeze I.                                                                     |
| 1992 | Hungaroton Mega | CD       | HCD 37585 (92/M-037) | |
| 1994 | Hungaroton Mega | CD       | HCD 37629            | Omega 1968–1973 – Az Omega összes nagylemeze I.                                                                     |
| 2003 | Hungaroton      | CD       | HCD 17414            | Felújított kiadás bónuszdalokkal, az Antológia vol. 1. 1965–1970 – Beat albumok részeként és önállóan is megjelent. |
| 2015 | Hungaroton      | CD       |                      | LP Anthology – Az Omega első 13 albumának gyűjteményes kiadása, az eredeti lemezek hangzásával és dallistájával.    |

## Közreműködők
- Omega
  - Benkő László – fuvola (3, 5, 8, 12), trombita (2), zongora, vokál
  - Kóbor János – ének
  - Laux József – dob, ütőhangszerek
  - Mihály Tamás – basszusgitár, cselló (3, 6, 10, 12), vokál
  - Molnár György – gitár
  - Presser Gábor – ének (2, 4), vokál (6, 10), orgona, zongora
- Dionesio Arzamendia – hárfa (1)
- Csuka Mónika – vokál

### Produkció
- Lukács János – hangmérnök
- Juhász István – zenei rendező
- Szász Endre – borítógrafika